# Metylovická lípa
Metylovická lípa je památný solitérní strom lípa velkolistá (Tilia platyphyllos Scop.). Nachází se v Metylovicích v okrese Frýdek-Místek v Moravskoslezském kraji v geomorfologickém celku Podbeskydská pahorkatina a na Moravě.

## Historie a popis stromu
Metylovická lípa se nachází za plotem v areálu ZD Rozvoj. Podle údajů z roku 1991:
| Výška stromu:                                 | 19 m             |
| Obvod kmene ve výčetní výšce:                 | 4 m              |
| Ochranné pásmo:                               | dle zákona       |
| Datum zařazení do databáze významných stromů: | 1. červenec 1991 |

## Další informace
Strom není volně přístupný.